# Ostapenkî, Horol
Ostapenkî (în ucraineană Остапенки) este un sat în comuna Novaciîha din raionul Horol, regiunea Poltava, Ucraina.

## Demografie
Componența lingvistică a localității Ostapenkî
     Ucraineană (99%)
     Alte limbi (1%)
Conform recensământului din 2001, majoritatea populației localității Ostapenkî era vorbitoare de ucraineană (99%), existând în minoritate și vorbitori de alte limbi.